# 泗水乡
泗水乡，是中华人民共和国广西壮族自治区桂林市龙胜各族自治县下辖的一个乡镇级行政单位。

## 行政区划
泗水乡下辖以下地区：
周家村、细门村、三舍村、八滩村、泗水村、潘内村、马骆村、里茶村和里才村。